# Lithops herrei
Lithops herrei es una especie de planta suculenta perteneciente a la familia  Aizoaceae que es nativa de Sudáfrica y Namibia. 

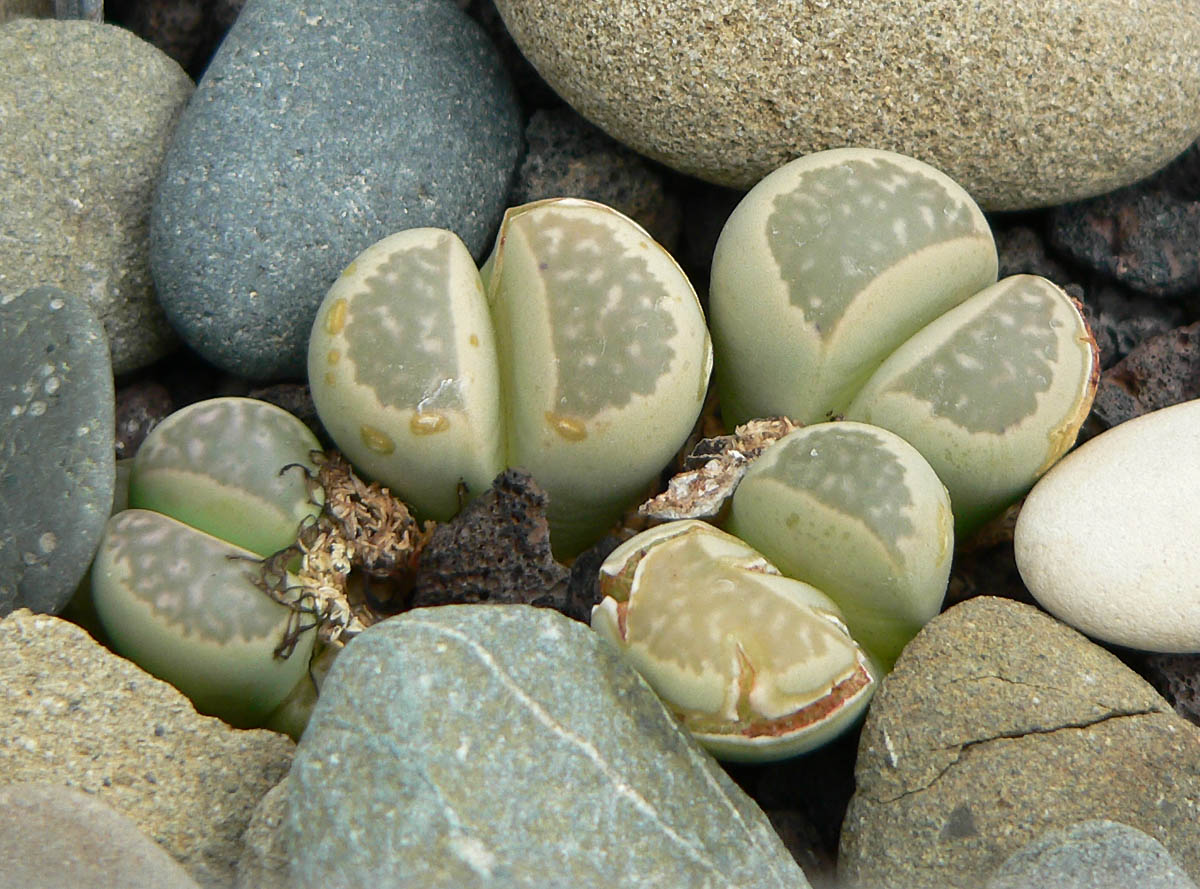
Vista de la planta

## Descripción
Forma grupos de dos hojas acopladas, divididas por una fisura por donde aparecen las flores. Cada par de hojas forman el cuerpo de la planta que tiene forma cilíndrica o cónica con una superficie plana. De la fisura entre las hojas brota, en periodo vegetativo, las nuevas hojas y en cuanto se abren, las antiguas se agostan. Alcanza los 3 cm de altura con las flores de color amarillo.

## Taxonomía
Lithops herrei fue descrita por  Kurt Dinter, y publicado en Notes Mesembryanthemum 2: 346 1932.
Etimología
Lithops: nombre genérico que deriva de las palabras griegas: "lithos" (piedra) y "ops" (forma).
herrei: epíteto
Sinonimia
- Lithops herrei var. plena L.Bolus
- Lithops translucens L.Bolus (1932)[2]